# Bundeszentrale für Kinder- und Jugendmedienschutz
Die Bundeszentrale für Kinder- und Jugendmedienschutz (BzKJ), bis 2003 Bundesprüfstelle für jugendgefährdende Schriften (BPjS), bis April 2021 Bundesprüfstelle für jugendgefährdende Medien (BPjM), ist eine deutsche Bundesoberbehörde mit Sitz in Bonn, die nach ihrer Gründung dem Bundesministerium des Innern unterstellt war. Heute ist sie dem Bundesministerium für Familie, Senioren, Frauen und Jugend nachgeordnet. Ihre Zuständigkeit liegt in der Prüfung und Aufnahme von Medien in die Liste jugendgefährdender Medien („Indizierung“). Sie dient dem medialen Jugendschutz.

## Gesetzliche Grundlagen
Das Grundrecht auf freie Meinungsäußerung (Art. 5 Abs. 1 Grundgesetz) ist bereits nach dem Wortlaut des Grundgesetzes nicht schrankenlos gewährleistet. Neben den „allgemeinen Gesetzen“ und dem „Recht der persönlichen Ehre“ sind es auch „die Bestimmungen zum Schutze der Jugend“, die die Meinungsfreiheit einschränken. Die Kunstfreiheit (Art. 5 Abs. 3 GG) wird nicht ausdrücklich unter einen Schrankenvorbehalt gestellt; sie kann aber durch kollidierendes Verfassungsrecht eingeschränkt werden, was im Endeffekt auf das Gleiche hinausläuft: Auch sie muss also weichen, wenn die Beeinträchtigung anderer wichtiger Rechtsgüter – etwa des Jugendschutzes – droht. Was im Einzelnen als für Kinder und Jugendliche schädlich angesehen wird, unterliegt entweder nachprüfbaren wissenschaftlichen Erkenntnissen oder in Ermangelung dieser der staatlichen Einschätzungsprärogative. Zu den Bestimmungen zum Schutze der Jugend gehört das im April 2003 in Kraft getretene Jugendschutzgesetz (JuSchG). Es löste als gesetzliche Grundlage das Gesetz über die Verbreitung jugendgefährdender Schriften ab.
Mit dem neuen Jugendschutzgesetz von 2003 verliert eine Indizierung nach 25 Jahren ihre Wirkung. Medien, die nach Ansicht der Behörde weiterhin als jugendgefährdend gelten könnten, müssen in einem Folgeindizierungsverfahren neu geprüft werden, ansonsten erfolgt die Listenstreichung nach Zeitablauf.

## Geschichte
Kurz nach Aufhebung der Presselizenzierung durch die Alliierten beantragte die CDU/CSU im Deutschen Bundestag ein Gesetz nach dem Modell des Gesetzes zur Bewahrung der Jugend vor Schund- und Schmutzschriften von 1926. Bereits in der Weimarer Republik hatte es mit der aufgrund dieses Gesetzes eingerichteten Oberprüfstelle für Schund- und Schmutzschriften eine entsprechende Institution gegeben. Begründet wurde das Vorgehen „angesichts der die deutsche Jugend und die öffentliche Sicherheit bedrohenden Entwicklung gewisser Auswüchse des Zeitschriftenmarktes.“
Die Bundesprüfstelle für jugendgefährdende Schriften wurde am 19. Mai 1954 gebildet, nachdem am 9. Juni 1953 das Gesetz über die Verbreitung jugendgefährdender Schriften verabschiedet worden war.
Die erste Sitzung, bei der über Indizierungsanträge entschieden wurde, fand am 9. Juli 1954 statt. Die ersten beiden Werke, die von der Bundesprüfstelle indiziert wurden, waren Der kleine Sheriff und Jezab, der Seefahrer. Während Jezab, der Seefahrer per einstweiliger Verfügung indiziert wurde, geschah dies bei Der kleine Sheriff in einem ordentlichen Verfahren. Stein des Anstoßes war ein sich über mehrere Seiten erstreckender Mordversuch eines Verbrechers an seiner Geliebten, da laut Prüfstelle „die fortgesetzte Lektüre derartiger Darstellungen auf Kinder und Jugendliche verrohend wirken“ müsse. Die Indizierungspraxis richtete sich auch von Anfang an gegen politisch radikale beziehungsweise extremistische Inhalte: Bereits 1954 wurde mit dem Leihbuchroman Kleines Geschäft mit der Liebe das erste derartige Medium indiziert, da es, so der Kommunikationswissenschaftler Daniel Hajok, „mit seinen Zerrbildern und der an das letzte Regime erinnernden Rassenhetze geeignet erschien, Rassenhass zu wecken“.
1978 wurde der Kreis der antragsberechtigten Institutionen wesentlich erweitert, seitdem sind neben den obersten Jugendbehörden der Länder auch die Jugendämter der Kommunen antragsberechtigt. Dadurch vervielfachte sich die Anzahl der Indizierungsanträge.
Im Juni 2002 wurde nach dem Amoklauf von Erfurt ein geändertes Jugendschutzgesetz verabschiedet, das das Gesetz über die Verbreitung jugendgefährdender Schriften und das Gesetz zum Schutz der Jugend in der Öffentlichkeit ersetzte und am 1. April 2003 in Kraft trat. Die Gesetzesnovelle stellte die Kompetenzen der Bundesprüfstelle klar. Ihrer Prüfkompetenz unterliegen auch die neuen Medien wie zum Beispiel Webseiten. Aus diesem Grund wurde sie in Bundesprüfstelle für jugendgefährdende Medien umbenannt. Der Prüfauftrag entsteht – wie schon in den Jahren zuvor – durch einen Antrag einer Jugendschutzbehörde oder auf Anregung eines anerkannten Trägers der freien Jugendhilfe. Das Jugendschutzgesetz wurde seitdem mehrfach aktualisiert; u. a. wurde mit Wirkung zum 1. Juli 2008 ein sogenanntes Killerspielverbot eingefügt.
Im Mai 2016 kündigte Bundesfamilienministerin Schwesig an, die Bundesprüfstelle für jugendgefährdende Medien umzubauen zu einer Bundeszentrale für Kinder- und Jugendmedienschutz.
Die vorherigen Behördenleiter der BPjM waren/sind in chronologischer Ordnung:
- 1954 bis 1966: Robert Schilling
- 1966 bis 1969: Werner Jungeblodt (Stellvertreter: Eduard Tack)
- 1969 bis 1991: Rudolf Stefen (Stellvertretende: Elke Monssen-Engberding, später Gerhard Adams)
- 1991 bis 2016: Elke Monssen-Engberding (Stellvertretende: Bettina Brockhorst, später Petra Meier)
- 2016 bis 2020: Martina Hannak-Meinke
- seit Juni 2021: Sebastian Gutknecht (Stellvertretender Direktor: Thomas Salzmann)

Seit 2016 stellen rechtsextreme Medien, nach pornografischen Darstellungen, die am meisten indizierte Kategorie jugendgefährdender Medien dar. Die Indizierung extremistischer Medien hatte bereits zehn Jahre zuvor zugenommen; so wurden 56 Prozent aller jemals bis dahin indizierten extremistischen Medien in diesem Zeitraum beanstandet. Die indizierten extremistischen Medien zählen seit Bestehen der Bundesprüfstelle fast ausschließlich zum Rechtsextremismus, während linksextreme Medien nur weniger als zwei Prozent derselben ausmachen.
Zum 1. Mai 2021 ist eine weitere Reform des Jugendschutzgesetzes in Kraft getreten, die u. a. aktuellen Risiken „wie beispielsweise eine sexuell motivierte Ansprache, also das sogenannte Cybergrooming, oder Kostenfallen und Mobbing“ begegnen soll, Online-Film- und Spieleplattformen zu einer auf transparenter Basis erstellten Alterskennzeichnung verpflichtet und die Schaffung einer Bundeszentrale für Kinder- und Jugendmedienschutz vorsieht. In diesem Zuge wurde die Bundesprüfstelle umbenannt in Bundeszentrale für Kinder- und Jugendmedienschutz.

## Aufgaben
Die Bundesprüfstelle hat folgende Aufgaben:
- auf Antrag von Jugendministern und -ämtern jugendgefährdenden Medien strafbewehrten Verboten zu unterwerfen, damit sie nur noch Erwachsenen, nicht aber Kindern zugänglich sind.
- Förderung wertorientierter Medienerziehung.
- Sensibilisierung der Öffentlichkeit für Probleme des Jugendmedienschutzes.

Nach § 18 Abs. 1 JuSchG bedeutet jugendgefährdend, dass „die Entwicklung von Kindern oder Jugendlichen oder ihre Erziehung zu einer eigenverantwortlichen und gemeinschaftsfähigen Persönlichkeit“ in Gefahr ist. Beispielhaft werden Medien genannt, die „unsittlich sind, verrohend wirken, oder zu Gewalttätigkeit, Verbrechen oder Rassenhass anreizen“.
Nach § 15 Abs. 2 JuSchG unterliegen bestimmte Medieninhalte wegen ihrer offensichtlichen Jugendgefährdung schon kraft Gesetzes einer beschränkten Verbreitung, ohne dass es einer Aufnahme in die Liste der jugendgefährdenden Schriften bedürfte. Dazu zählen zum Beispiel
- die nach dem StGB verbotenen Inhalte wie Volksverhetzung, Anleitung zu Straftaten, Gewaltdarstellung, Aufstachelung zum Rassenhass, Pornografie,
- Medien, die den Krieg verherrlichen oder
- Kinder oder Jugendliche in unnatürlicher, geschlechtsbetonter Körperhaltung darstellen.

Da es indessen einem Medium nicht immer gleich anzusehen ist, dass es einen nach § 15 Abs. 2 JuSchG beschriebenen Inhalt hat, kann die Bundesprüfstelle solche Medien indizieren, um eine Klärung herbeizuführen. Folglich hat die Bundesprüfstelle auch holocaustleugnende Medien, die den Straftatbestand der Volksverhetzung oder den der Verunglimpfung des Andenkens Verstorbener erfüllen, bei denen die Staatsanwaltschaften aber keinen Täter zur Verantwortung ziehen konnten, in die Liste der jugendgefährdenden Medien eingetragen.

## Verfahrensablauf
Die BzKJ prüft auf Antrag eines Jugendamts oder auf Anregung eines anerkannten Trägers der freien Jugendhilfe, ob ein Medium jugendgefährdende Inhalte hat. Im Falle von Anträgen wird immer geprüft, bei Anregungen liegt es im Ermessen der Prüfstelle, ob sie tätig wird. Andere als die gesetzlich vorgesehenen staatlichen Stellen dürfen keine Anträge stellen (in der Praxis sind dies hauptsächlich Jugendämter sowie Polizeibehörden und Landeskriminalämter).
Die Urheber, Hersteller oder Inhaber von Nutzungsrechten an dem betroffenen Medium werden von dem Indizierungsantrag bzw. der Anregung zur Indizierung in Kenntnis gesetzt. Es wird ihnen Gelegenheit zur Stellungnahme gegeben. Hat ein Medienobjekt eine Alterskennzeichnung durch die Freiwillige Selbstkontrolle der Filmwirtschaft oder die Unterhaltungssoftware Selbstkontrolle erhalten, stellt dies ein Verfahrenshindernis dar, die BzKJ darf dann kein Indizierungsverfahren durchführen. Medien mit einer solchen Kennzeichnung, die vor dem 1. April 2003 indiziert wurden, verbleiben jedoch auf dem Index.

### Entscheidungsgremien
Die Entscheidung, ob ein Medium jugendgefährdend ist, wird durch das 12er-Gremium oder das 3er-Gremium gefällt. In diesen Gremien sind Jugendschutzeinrichtungen, die Kunst und die Wirtschaft durch ehrenamtliche „Beisitzer“ vertreten. Die Gremien sind weisungsungebunden.
Das 12er-Gremium setzt sich zusammen aus dem Vorsitzenden (oder dem stellvertretenden Vorsitzenden) und Beisitzern aus den Gruppen
- Kunst
- Literatur
- Buchhandel und Verlegerschaft
- Anbieter von Bildträgern und Telemedien
- Träger der freien Jugendhilfe
- Träger der öffentlichen Jugendhilfe
- Lehrerschaft
- Kirchen, den jüdischen Kultusgemeinden und anderen Religionsgemeinschaften, die Körperschaften des öffentlichen Rechts sind
- sowie in jeder Sitzung jeweils 3 Vertretern aus den für den Jugendschutz zuständigen Landesministerien, die im Turnus wechseln.

Die Verhandlung, an der Beauftragte des betroffenen Mediums teilnehmen können, ist mündlich und nicht öffentlich. Der Vorsitzende kann aber Drittpersonen die Anwesenheit gestatten. Protokolle werden nicht veröffentlicht, hingegen können die schriftlichen Entscheidungsbegründungen der BzKJ auch von an dem Verfahren Unbeteiligten angefordert werden.
Die Namen der Beisitzer werden den Verfahrensbeteiligten bekanntgegeben und sind auch im Protokoll sowie der Indizierungsentscheidung aufgeführt. Wenn nicht verfahrensbeteiligte Personen die Indizierungsentscheidung anfordern, werden alle personenbezogenen Daten (der Beisitzer wie der beteiligten Firmen und Rechtsanwälte) entfernt.
Die Indizierung bedarf einer Mehrheit von 2/3 der Stimmen. Wird diese Mehrheit nicht erreicht, ist der Indizierungsantrag abgelehnt. In Fällen, in denen die Bundesprüfstelle nur in der nach Gesetz gestatteten äußersten Minimalbesetzung (9 Personen) tagt, muss eine qualifizierte Mehrheit von 7 Personen sich für die Indizierung aussprechen, sonst kommt sie nicht zustande.
Das 3er-Gremium ist nur zuständig in Fällen, in denen die Jugendgefährdung offensichtlich ist. Mindestens ein Beisitzer in diesem Gremium muss entweder dem Bereich „Kunst“ oder „Literatur“ oder „Buchhandel und Verlegerschaft“ oder „Anbieter von Bildträgern und Telemedien“ angehören. Ein Indizierungsantrag ist nur bei Einstimmigkeit angenommen bzw. abgelehnt. Kommt keine Einstimmigkeit zustande, so wird in voller Besetzung entschieden.
Gegen die Indizierungsentscheidung kann der Verfahrensbeteiligte beim Verwaltungsgericht Klage erheben.

## Liste der jugendgefährdenden Medien
Die Liste der jugendgefährdenden Medien (umgangssprachlich kurz „Index“) wird nur bei sogenannten Trägermedien (also solchen, deren Inhalt nicht virtuell, sondern gegenständlich gespeichert ist) veröffentlicht. Bei sogenannten Telemedien unterbleibt eine Veröffentlichung, um einen Werbeeffekt zu vermeiden. Dritten Personen ist gemäß § 15 Abs. 4 JuSchG die Veröffentlichung der Liste zum Zweck der geschäftlichen Werbung unter Strafandrohung verboten. Daraus ergibt sich, dass eine öffentliche Auseinandersetzung (siehe Meinungsfreiheit) mit den Inhalten der Liste sehr wohl möglich ist. Die Listen werden in BzKJ-Aktuell veröffentlicht, das einmal im Vierteljahr erscheint und als Einzelheft für derzeit 14 € erhältlich ist. Die amtlichen Bekanntmachungen sind im Übrigen amtliche Werke im Sinne des § 5 Abs. 1 UrhG, damit ist ihre Verbreitung durch Dritte – unabhängig von der sonstigen Zulässigkeit – jedenfalls kein Verstoß gegen das Urheberrecht.
Bezüglich der Liste der nicht veröffentlichten Telemedien wird diese gemäß § 24 Abs. 4 JuSchG anerkannten Einrichtungen der Selbstkontrolle zum Zweck der Aufnahme in nutzerautonome Filterprogramme in verschlüsselter Form zur Verfügung gestellt. Dies betrifft etwa die Selbstkontrolle der Betreiber von Suchmaschinen. Auskunft über die Zusammensetzung der Liste erteilt die Behörde nur bei gezielter Nachfrage nach einzelnen Internet-Adressen.
Eine Indizierung ist nach dem neuen JuSchG 25 Jahre lang gültig, danach muss das Medium aus dem Index gelöscht werden. Wenn die Bundesprüfstelle der Auffassung ist, die Jugendgefährdung liege weiterhin vor, muss sie ein neues Verfahren durchführen.
Verfahrensbeteiligte können, wenn sich die Sach- oder Rechtslage geändert hat, nach § 51 Verwaltungsverfahrensgesetz (VwVfG) einen Antrag auf Wiederaufnahme des Verfahrens mit dem Ziel der Listenstreichung stellen.
Die Liste ist in verschiedene Indizes unterteilt:
Indizierungen öffentliche Liste
| Filmwerke („z. B. Videofilme, DVDs, Blu-ray Discs, Laser-Disks, Video-Clips, Video-Podcasts“)               | 1435 Einträge |
| Spiele („z. B. Videospiele, Computer- und Konsolenspiele, Online-Spiele, Spiele-Apps, Gesellschaftsspiele“) | 359 Einträge  |
| Schriftwerke („z. B. Bücher, Broschüren, Comics, Flyer, Flugblätter, Fanzines, E-Books“)                    | 380 Einträge  |
| Tonwerke („z. B. Schallplatten, CDs, MCs, MP3-files, Audio-Files, Hörbücher, Audio-Podcasts“)               | 2050 Einträge |

Indizierungen nichtöffentliche Liste
| Indizierte Medien, deren Listenaufnahme gemäß § 24 Absatz 2a Satz 2 JuSchG nicht öffentlich bekannt gemacht wird | 7790 Einträge |

Die Zahlen sind vom 26. Februar 2025.
Eintragungen seit dem 1. April 2003 wurden bis zum 1. Mai 2021 gemäß § 18 Abs. 2 Nr. 1 und 2 JuSchG sowie § 18 Abs. 2 Nr. 3 und 4 JuSchG in folgende Listenteile kategorisiert:
- Liste A: (Öffentliche Liste der Trägermedien) Trägermedien sind jugendgefährdend
- Liste B: (Öffentliche Liste der Trägermedien mit absolutem Verbreitungsverbot) Trägermedien, für die nach der für Gerichte allerdings unverbindlichen Ansicht der BPjM weitergehende Verbreitungsverbote nach StGB gelten
- Liste C: (Nichtöffentliche Liste der Medien) die jugendgefährdenden Trägermedien, die nur deshalb nicht in Liste A aufzunehmen sind, weil bei ihnen von einer Bekanntmachung der Aufnahme in die Liste gemäß § 24 Abs. 2a Satz 2 JuSchG abzusehen ist, sowie alle Telemedien, die jugendgefährdend sind und bestimmten Verbreitungsverboten des § 4 Jugendmedienschutz-Staatsvertrag (JMStV) unterliegen, soweit sie nicht Liste D zuzuordnen sind
- Liste D: (Nichtöffentliche Liste der Medien mit absolutem Verbreitungsverbot) die Trägermedien, die nur deshalb nicht in Liste B aufzunehmen sind, weil bei ihnen von einer Bekanntmachung der Aufnahme in die Liste gemäß § 24 Abs. 2a Satz 2 JuSchG abzusehen ist, sowie alle Telemedien, die möglicherweise strafrechtsrelevanten Inhalt haben und für die nach der für Gerichte allerdings unverbindlichen Ansicht der BPjM weitergehende Verbreitungsverbote nach StGB gelten.
- Liste E: Einträge vor dem 1. April 2003

Seit Ausgabe 2/22 der BzKJ-Aktuell verzichtet die BzKJ auf eine Veröffentlichung der ihr bekanntgewordenen Beschlagnahmebeschlüsse.
Beschlagnahmung/Einziehungen, soweit sie der BzKJ mitgeteilt wurden:
- Bundesweit nach § 86, § 86a, § 130, § 130a StGB: 200 Titel
- Bundesweit nach § 131 StGB: 411 Titel
- Bundesweit nach § 184 Abs. 3 StGB, seit 1. April 2004 § 184a, § 184b und § 184c StGB: 169 Titel
- Bundesweit nach § 90a, § 111, § 169, § 185, § 187 StGB: 5 Titel

Die Zahlen sind vom 25. Februar 2022.

## Rechtsfolgen
Werden die betroffenen Medien in die Liste jugendgefährdender Medien eingetragen, dürfen sie nach § 15 JuSchG im Handel nicht öffentlich ausgelegt und nur an Personen ab 18 Jahren abgegeben werden (Ausnahme Erzieherprivileg) und an Orten, die Personen unter 18 Jahren zugänglich sind, sowie in Medien nicht beworben werden. Strittig ist, ob eine (kritische) Rezension solcher Publikationen in Jugendlichen zugänglichen Medien zulässig ist. Die Staatsanwaltschaften haben sich in dieser Hinsicht nicht einhellig festgelegt. Die Sendung von Filmen im Fernsehen, die indiziert oder im Wesentlichen inhaltsgleich mit einem indizierten Werk sind, ist laut Jugendmedienschutz-Staatsvertrag unzulässig. Die BzKJ kann allerdings in einem gebührenpflichtigen Verfahren feststellen, dass bei einem Film nach der Anwendung von Schnitten keine Inhaltsgleichheit mehr vorliegt.
Die Einschätzung der BzKJ, ob ein Medium strafrechtlich relevant ist, ist für Gerichte unverbindlich. So wurde zum Beispiel Sleeping Dogs von der damaligen BPjM zunächst auf Listenteil B eingetragen, das Verwaltungsgericht Köln sah jedoch keinen Verstoß gegen das Strafgesetz, woraufhin der Titel in Listenteil A verschoben wurde.

## BPjM-Filtermodul
In Zusammenarbeit mit Suchmaschinenanbietern wie Google erstellt die BzKJ fortlaufend Listen indizierter Netzangebote, die als Basis für das BPjM-Filtermodul dienen. Dieses wird von den Suchmaschinenbetreibern eingesetzt, um die indizierten Seiten vor deutschen Nutzern zu verbergen. Entsprechend gelistete Angebote werden so bei Suchanfragen nicht mehr gelistet und erscheinen den Nutzern daher oberflächlich als nicht existent.
Daneben nutzen auch zahlreiche Software- und Hardwareanbieter von Jugendschutzlösungen das BPjM-Filtermodul, um Internetnutzern einen familienfreundlichen Internetzugang zu ermöglichen. Indizierte Webseiten können bei aktiviertem Jugendschutz dann nicht mehr aufgerufen werden. Eine Liste mit über 3000 entschlüsselten Einträgen des Moduls wurde 2014 im Internet geleakt und konnte frei eingesehen werden.

## Kritik
Das Zensurverbot von Art. 5 Abs. 1 Satz 3 GG bezieht sich insofern lediglich auf eine Vorzensur. In dem Sinne ist auch eine Indizierung erst nach der Veröffentlichung möglich (Nachzensur).
Die Grenzen der Meinungs- und Kunstfreiheit werden in anderen Ländern zum Teil unterschiedlich gehandhabt: In den USA werden Gewaltdarstellungen meist unkritischer bewertet, wogegen für Pornografie wesentlich schärfere Maßstäbe angelegt werden als in Deutschland.

### Werbeverbot für indizierte Medien
Kritiker werfen der BzKJ oft faktische Zensur, paternalistische Bevormundung und Einschränkung der Rede- und Pressefreiheit vor. Durch die Indizierung werde in der Praxis auch der Zugang für Erwachsene erschwert, wenn nicht gar unmöglich gemacht, da indizierte Werke nicht beworben und im Versandhandel nur unter strengen Auflagen verkauft werden dürfen; dadurch werde der Verkauf oft unwirtschaftlich und die Medien verschwänden somit vom Markt. Auch in rechtlich zulässigen Situationen setze bei Journalisten (die ja keine Juristen sind) die „Schere im Kopf“ ein und man verzichte auf die Erwähnung, um keinen Ärger zu bekommen. Eine derartige Institution bestehe auch in keiner anderen westlichen Demokratie und die Jugend im Ausland sei deswegen auch nicht erkennbar „schlimmer“ oder „verdorbener“ als in Deutschland. Begründungen für ältere Indizierungen seien aus heutiger Sicht nicht nachvollziehbare „Moralpanik-Reaktionen“ (vgl. River Raid oder Debil).
Das Werbeverbot für indizierte Medien ist allerdings nicht das Ziel des Indizierungsverfahrens, sondern ihre Rechtsfolge. Die BzKJ sieht ihre Aufgabe darin, durch die Indizierung jugendgefährdender Medien das Bewusstsein dafür zu schärfen, dass es Inhalte gibt, die ungeeignet und schädlich für Kinder und Jugendliche sein können.
Ein Diskurs über die betroffenen Medien findet in der Praxis nur selten statt. Ein Grund hierfür ist die Rechtsunsicherheit bei der Beurteilung, ob eine kritische Rezension eines indizierten Mediums zulässig ist oder gegen das Werbeverbot verstößt.
Die Spruchpraxis der BzKJ hat sich im Laufe der Jahrzehnte geändert und den gesellschaftlichen Anschauungen angepasst. Die Indizierungen der 50er und 60er Jahre würden heute nicht mehr zustande kommen.

### Bestellen von Sichtern für Computerspiele
Kritiker halten auch die Praxis der BzKJ, im Bereich der Computerspiele Sichter zu bestellen, die dem Gremium den Inhalt der Spiele wiedergeben, für bedenklich. Da die Gremiumsmitglieder die Spiele, über die sie entscheiden, nicht selbst gespielt haben, ist es demnach für sie unmöglich, den Inhalt der Spiele in vollem Umfang zu würdigen. Diesen Vorwurf hatte etwa die Electronic Arts GmbH (Köln) im Indizierungsverfahren zum Kriegsspiel Command & Conquer: Generals gemacht. Die damalige BPjM trat dem Vorwurf mit dem Verweis darauf entgegen, das Beschäftigen von Sichtern sei rechtlich als ausreichend anzunehmen:

„Bezüglich der weiteren Ausführungen der Verfahrensbeteiligten, dass das Gremium der Bundesprüfstelle nicht in der Lage sei, den Inhalt des Spiels zu beurteilen, da es selber das Spiel nicht gespielt hat, konnte das Zwölfergremium diese Unterstellung lediglich zurückweisen. Die Bundesprüfstelle beschäftigt Sichter, die Computerspiele über Stunden in allen Facetten beleuchten und dem Zwölfergremium der Bundesprüfstelle den wesentlichen Inhalt des Computerspiels zur Kenntnis bringen, was als Entscheidungsgrundlage zur Indizierung ausreicht. Auch hat das Zwölfergremium der Bundesprüfstelle darauf verwiesen, dass in sämtlichen bisher zu Computerspielen ergangenen Urteilen die Verwaltungsgerichte nicht gefordert haben, dass die Beisitzerinnen und Beisitzer Computerspiele in allen Ebenen selbst spielen müssen, es muss natürlich die Gelegenheit zum Spielen gegeben werden, ob davon Gebrauch gemacht wird, können die Beisitzerinnen und Beisitzer für sich entscheiden. Es ist nicht davon auszugehen, dass alle Gremien, die sich mit der Einschätzung jugendbeeinträchtigender oder jugendgefährdender Wirkung von Computerspielen auseinandersetzen die Computerspiele selbst und in allen Ebenen durchspielen müssen.“